# وودلاون (شهرستان کرول، ویرجینیا)
وودلاون (به انگلیسی: Woodlawn) یک منطقهٔ مسکونی در ایالات متحده آمریکا است که در شهرستان کرول، ویرجینیا واقع شده‌است. وودلاون ۵۰٫۶ کیلومتر مربع مساحت و ۲٬۳۴۳ نفر جمعیت دارد و ۷۶۸ متر بالاتر از سطح دریا واقع شده‌است.